# Напа (Каліфорнія)
Напа (англ. Napa) — місто (англ. city) в США, окружний центр округу Напа штату Каліфорнія. Населення — 79 246 осіб (2020).

## Географія
Напа розташована за координатами 38°17′52″ пн. ш. 122°18′3″ зх. д. / 38.29778° пн. ш. 122.30083° зх. д. (38.297872, -122.300741).  За даними Бюро перепису населення США в 2010 році місто мало площу 47,00 км², з яких 46,20 км² — суходіл та 0,80 км² — водойми. Річка Напа перетинає місто на своєму шляху до Сан-Пабло-Бей.

### Клімат
| Клімат : Напа           | Клімат : Напа | Клімат : Напа | Клімат : Напа | Клімат : Напа | Клімат : Напа | Клімат : Напа | Клімат : Напа | Клімат : Напа | Клімат : Напа | Клімат : Напа | Клімат : Напа | Клімат : Напа | Клімат : Напа |
| Показник                | Січ.          | Лют.          | Бер.          | Квіт.         | Трав.         | Черв.         | Лип.          | Серп.         | Вер.          | Жовт.         | Лист.         | Груд.         | Рік           |
| Абсолютний максимум, °C | 29,4          | 30,0          | 33,3          | 35,0          | 40,0          | 45,0          | 44,4          | 43,3          | 43,3          | 41,1          | 32,2          | 27,2          | 45,0          |
| Середній максимум, °C   | 14,1          | 16,8          | 19,2          | 21,8          | 24,6          | 27,3          | 28,3          | 28,3          | 28,3          | 24,8          | 18,4          | 13,9          | 22,2          |
| Середній мінімум, °C    | 4,1           | 5,5           | 6,4           | 7,3           | 9,8           | 11,9          | 12,8          | 12,8          | 11,8          | 9,6           | 6,5           | 4,2           | 8,6           |
| Абсолютний мінімум, °C  | −7,2          | −5            | −5            | −2,8          | −1,1          | 1,1           | 3,3           | 0,0           | 2,2           | −2,2          | −3,9          | −10           | −10           |
| Норма опадів, мм        | 130           | 141           | 98            | 40            | 26            | 5             | 0             | 2             | 8             | 38            | 88            | 133           | 706           |
| ----------------------- | ------------- | ------------- | ------------- | ------------- | ------------- | ------------- | ------------- | ------------- | ------------- | ------------- | ------------- | ------------- | ------------- |

## Демографія
Згідно з переписом 2010 року, у місті мешкало 76 915 осіб у 28 166 домогосподарствах у складі 18 634 родин. Густота населення становила 1637 осіб/км².  Було 30149 помешкань (641/км²).
Расовий склад населення:
| - 75,1 % — білих - 2,3 % — азіатів - 0,8 % — корінних американців - 0,6 % — чорних або афроамериканців - 0,2 % — вихідців з тихоокеанських островів - 17,2 % — осіб інших рас |

До двох чи більше рас належало 3,7 %. Частка іспаномовних становила 37,6 % від усіх жителів.
За віковим діапазоном населення розподілялося таким чином: 24,5 % — особи молодші 18 років, 61,9 % — особи у віці 18—64 років, 13,6 % — особи у віці 65 років та старші. Медіана віку мешканця становила 37,4 року. На 100 осіб жіночої статі у місті припадало 97,4 чоловіків;  на 100 жінок у віці від 18 років та старших — 94,8 чоловіків також старших 18 років.
Середній дохід на одне домашнє господарство  становив 87 707 доларів США (медіана — 68 038), а середній дохід на одну сім'ю — 97 746 доларів (медіана — 76 108). Медіана доходів становила 49 339 доларів для чоловіків та 47 060 доларів для жінок. За межею бідності перебувало 9,5 % осіб, у тому числі 13,2 % дітей у віці до 18 років та 7,4 % осіб у віці 65 років та старших.
Цивільне працевлаштоване населення становило 39 821 осіб. Основні галузі зайнятості: освіта, охорона здоров'я та соціальна допомога — 19,2 %, мистецтво, розваги та відпочинок — 15,1 %, виробництво — 11,7 %, роздрібна торгівля — 11,1 %.

## Міста-побратими
- Японія, Іванума (1973)
- Грузія, Телаві (1987)
- Австралія, Лонсестон (1988)